# Пісочник малазійський
Пісочник малазійський (Charadrius peronii) — вид сивкоподібних птахів родини сивкових (Charadriidae).

## Поширення
Вид поширений в Південно-Східній Азії: у Філіппінах, Індонезії, Малайзії, на півдні Таїланду, Камбоджі та В'єтнаму. Мешкає на морських піщаних пляжах.

## Опис
Птах завдовжки близько 15 см і вагою близько 35-42 г. Самця можна впізнати по тонкій чорній смужці навколо шиї, тоді як у самиці тонкі коричневі смуги і блідіші ноги.

## Спосіб життя
Відкладає від двох до п'яти (зазвичай трьох) яєць у невеликій ямці на березі. Яйця почергово висиджують обидва батьки протягом приблизно 30 днів, і після вилуплення пташенят доглядають, поки вони не зможуть літати ще місяць. Основна їжа — безхребетні, що трапляються на пляжі.